# Mammillaria parkinsonii
Mammillaria parkinsonii es una biznaga de la familia de los cactos (Cactaceae). La palabra Mammillaria viene del latín mamila: pezón o teta, y de aria: que posee, lleva; es decir: ‘que lleva mamilas’, refiriéndose a los tubérculos.

## Nombre común
- Español: biznaga de San Onofre.[3]

## Clasificación y descripción de la especie
Es un cactus que tiene crecimiento simple y con el tiempo se ramifica. Es de forma globosa a cilíndrica hasta de 17 cm de altura y 7 a 11 cm de diámetro. Las protuberancias del tallo (tubérculos) son piramidales, de color verde azulado y presentan jugo lechoso, el espacio entre ellos (axilas) poseen lana y cerdas (pelos). Los sitios en los que se desarrollan las espinas se denominan  aréolas, en esta especie tienen forma circular, con más o menos 35 espinas, 2 a 4 de ellas se localizan en el centro de la aréola (centrales) y son de color lanco, con la punta oscura y más largas y gruesas que las espinas blancas de la orilla (radiales). Las flores son pequeñas y tienen forma de embudo, miden de 12 a 16 mm de longitud y son de color amarillo. Los frutos en forma de chilitos, son rojos y las semillas de color pardo. Es polinizada por insectos y se dispersa por semillas.

## Distribución de la especie
Esta especie es endémica de México, se distribuye en los estados de Hidalgo y Querétaro de Arteaga, en la zona árida queretana-hidalguense de la cuenca del río Moctezuma.

## Ambiente terrestre
Se desarrolla entre los 1200 a 2400 m s. n. m., en  matorrales xerófilos.

## Estado de conservación
Debido a sus características, esta especie ha sido extraída de su hábitat para ser comercializada de manera ilegal, aunque no se tiene cuantificación del daño que esto ha producido a las poblaciones. Se considera en la categoría Sujeta a Protección Especial (Pr) en la Norma Oficial Mexicana 059. En la lista roja de la UICN se considera En Peligro (EN).

## Importancia cultural y usos
Ornamental